# 內惟
內惟是臺灣高雄市鼓山區的一個老地名。其名稱源自清代的「內圍社」、「內圍庄」。當地居民先祖大多來自福建的漳州、泉州等地，以曾、吳、謝、陳、李、林為大姓。
另外，在內惟地區也有不少來自澎湖、台南和屏東的移民。

## 沿革
內惟舊稱內圍，隸屬於鳳山縣興隆內里，而「圍」字指的是圍繞在聚落周圍的柵欄竹籬等物。不過在康熙年間的《鳳山縣志》中，尚未提到內圍，而在雍正年間的文獻上，則有「內圍社」與「內圍陂」的地名，此時內圍一地可能同時有漢人與馬卡道族居住生活。後來漢人比例增加，地名遂由「內圍社」變成「內圍庄」。
日治時期初期，因臺灣中南部尚有反抗活動而無法實施區劃，內圍地區暫由派出性質的臺南民政支部鳳山出張所打狗事務所管轄，1896年3月中南部大致平定而設縣，內圍地區劃為臺南縣鳳山支廳管轄，隔年臺南縣分出鳳山縣，內圍地區改為鳳山縣打狗辨務署管轄，隔年又因行政組織縮編將鳳山縣併回臺南縣，打狗辨務署亦併入鳳山辦務署。1901年時，全臺行政區劃重劃，鳳山辨務署轄區改為鳳山廳，內圍又改由鳳山廳打狗支廳管轄，1909年時則鳳山廳併入臺南廳，內圍地區歸臺南廳大狗支廳的埤仔頭區管轄。1920年全臺改為州廳制，高雄州高雄郡高雄街成立，內惟是底下的大字之一，下有「內惟」、「龍水」、「凹子底」小字；1924年高雄街升格為高雄市，內惟續為其下的大字；1935年高雄市實施非正式行政區劃區，設立內惟區，範圍等同內惟大字。
二次世界大戰後，1945年原內惟大字劃為臺灣省高雄市內惟區，1946年10月合併多區，內惟區與幾個區合併為鼓山區，內惟拆為數個，僅剩核心地區為內惟里，底下有8鄰，後來在1981年與興華里合併，底下變為15鄰。目前內惟里共有12鄰。

## 地理位置
內惟位於鼓山區中北部，北鄰左營區桃子園地區，西邊為柴山，南至愛河支流高雄圳，東邊以翠華路及舊平交道位置作為分界。日治時期的內惟庄相較於今日行政區，範圍大致包括自強里不含北部、雄峰里西部邊界地帶及東南端、前峰里、民族里、內惟里、建國里、光榮里、龍井里、忠正里、正德里、平和里、民強里、厚生里、桃源里東部邊界地帶中央、鼓岩里北部邊界地帶、樹德里北端、裕興里、華豐里、裕豐里、龍水里、龍子里、明誠里不含東北端，以及左營區新上里西南端。

## 內惟地區設施
- 古剎寺廟
  - 內惟神福祠鎮安宮（境主廟，主祀池府千歲、福德正神）
  - 內惟青雲宮（桃子園移民聚落主廟，主祀保生大帝）
  - 內惟龍目井龍泉宮（龍目井角頭廟，主祀天上聖母）
  - 下南玉虛穹北極殿（主祀北極玄天上帝）
  - 內惟赤龍宮（主祀清水祖師）
  - 內惟啟安堂（主祀關聖帝君）
  - 內惟彌陀院（主祀阿彌陀佛）
  - 萬壽山龍泉寺（主祀觀世音菩薩）

- 古蹟
  - 內惟陳氏古宅

- 眷村
  - 自強新村
  - 龍井社區眷村 (高雄)

- 市集
  - 內惟早市
  - 內惟黃昏市場
  - 內惟夜市

- 學校
  - 高雄市立鼓山高級中學
  - 高雄市私立大榮高級中學
  - 高雄市鼓山區內惟國民小學
  - 高雄市鼓山區九如國民小學 （页面存档备份，存于）

- 公園與綠地
  - 柴山
  - 九如公園

- 大眾運輸
  - 內惟車站
  - 美術館車站
  - 環狀輕軌馬卡道站
  - 環狀輕軌臺鐵美術館站

- 其他
  - 高雄廣播電台